# Sigillina signifera
Sigillina signifera is een zakpijpensoort uit de familie van de Holozoidae. De wetenschappelijke naam van de soort is, als Polycitor signiferus, voor het eerst geldig gepubliceerd in 1909 door Sluiter.